# Chiesa di San Sisto (Stazzema)
La chiesa di San Sisto è un edificio sacro che si trova in località Pomezzana a Stazzema.

## Interno
Bernardino del Castelletto dipinse per questa chiesa nel 1490 una Madonna con Bambino fra angeli e i santi Sisto e Pietro, ora al Museo nazionale di Villa Guinigi di Lucca (nella chiesa è visibile una copia recente del dipinto, realizzata dal pittore Vittorio Malagò). Sempre di Bernardino del Castelletto, vi è tuttora in chiesa una bandinella processionale che si riallaccia a modelli antichi, ma dimostra nelle immagini dipinte sulle due facce (la Crocifissione tra i Santi Sisto e Rocco da un lato e la Madonna Assunta e i penitenti bianchi dall'altro) la conoscenza delle novità di primo Cinquecento. All'inizio del Seicento fu acquisita un'Ultima Cena firmata da Gaspare Mannucci.
La dotazione di argenterie e parati liturgici comprende diversi oggetti di gran pregio, tra cui una croce astile in argento databile tra la fine del XIII e l'inizio del XIV secolo.
L'altare in legno e le stazioni della via crucis sono opera recente dello scultore Piero Milani.

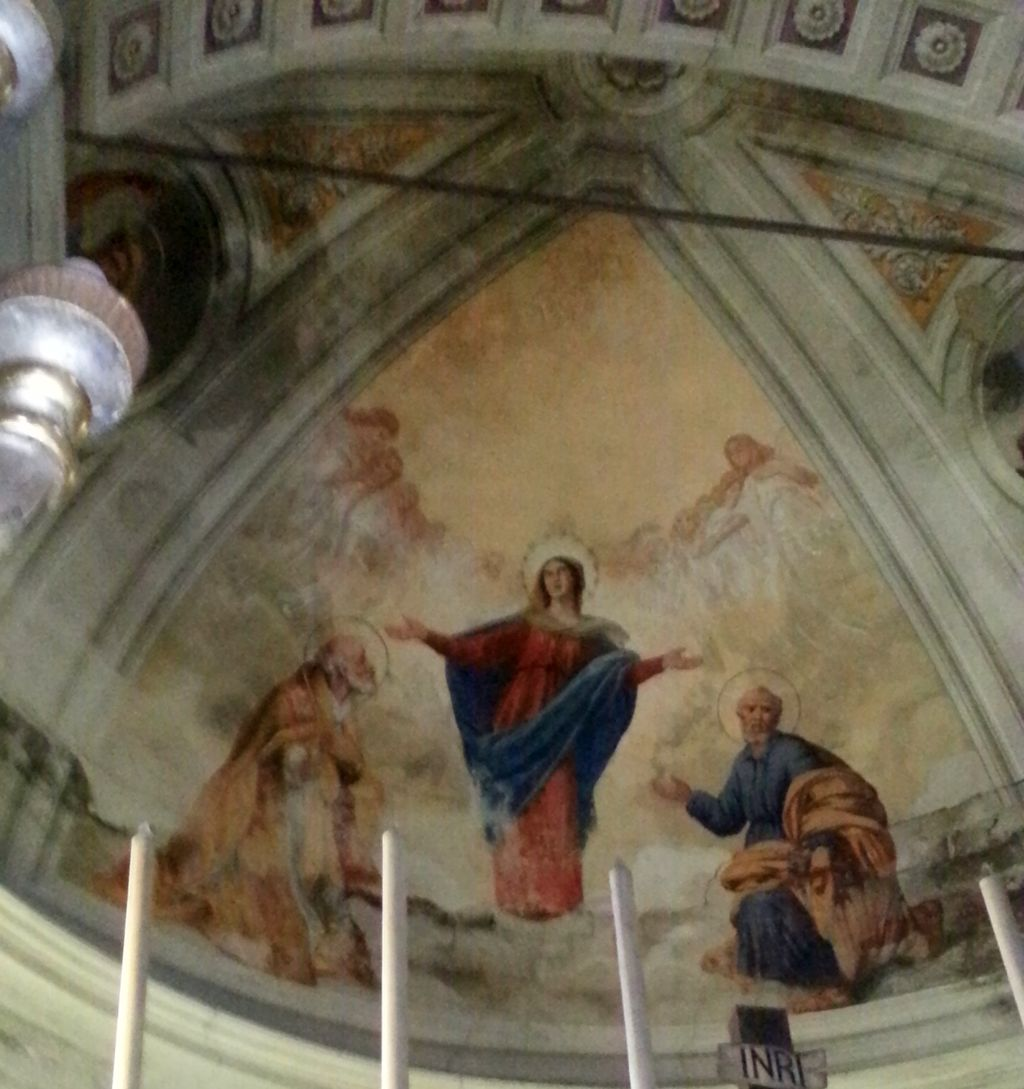
Volta dell'abside affrescata con la Madonna in gloria tra i Santi Sisto e Pietro

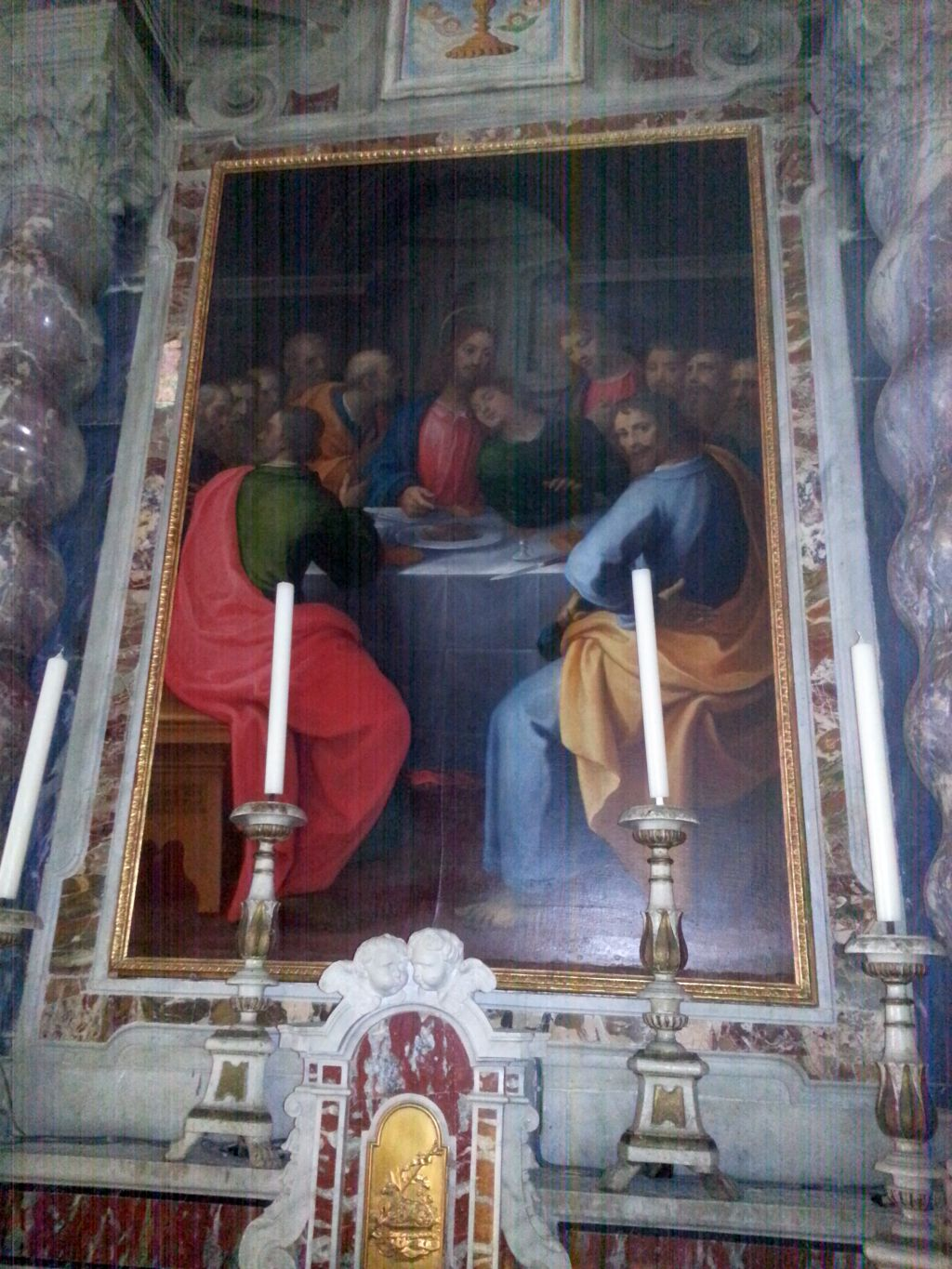
Gaspare Mannucci, Ultima Cena

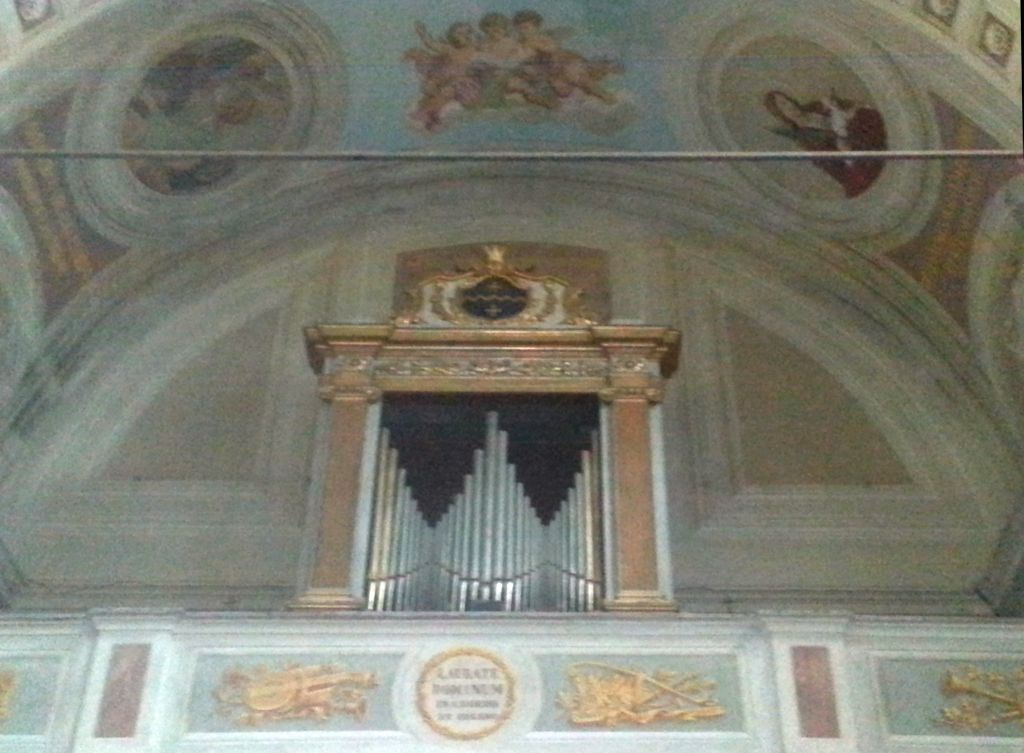
L'organo, posto sopra il portone d'ingresso

## Il campanile
Il campanile di Pomezzana risale al 1914; fu ricostruito dal popolo pomezzanino e dal sacerdote del paese dopo un disastroso terremoto che fece crollare il precedente (che era molto più basso e più largo di adesso e che un tempo si trovava in fondo alla casa parrocchiale che è comunicante con la chiesa al livello dell'abside).
Nell'anno 1918 furono trasportate a mano dalla valle tre grandi campane, la maggiore dà sul sagrato, la mediana è opposta al cimitero (rivolti entrambi verso i piccoli abitati delle "Calde" e di "Mezzano"); la più piccola si affaccia verso il prospiciente paese di Farnocchia.
Furono inserite successivamente due piccole campane, che sono state poste nel finestrone che volge verso l'abside.

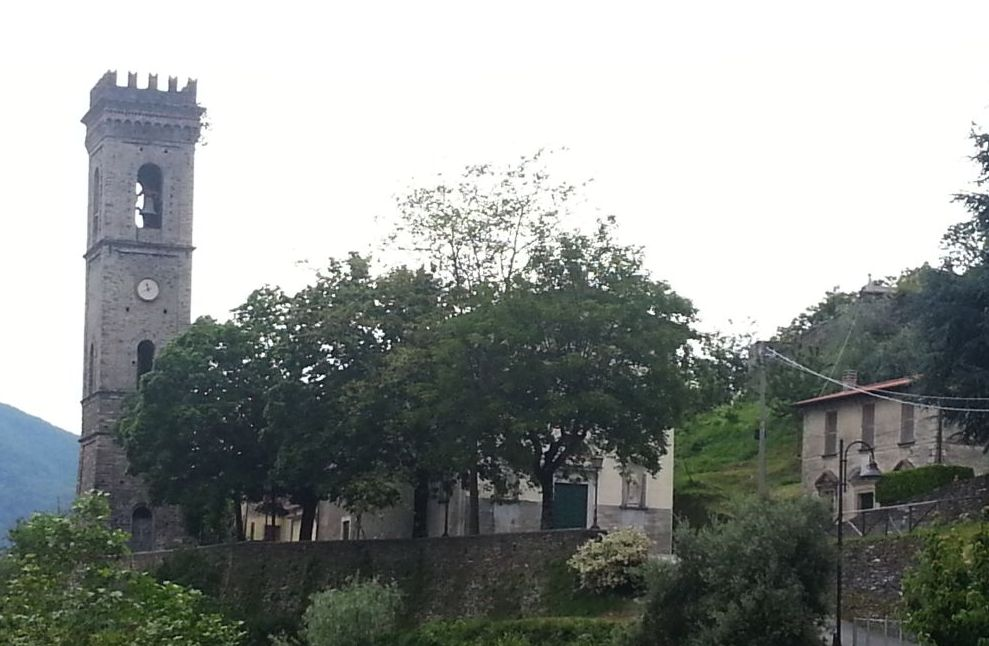
Il campanile